# Dariusz Podobas
Dariusz Podobas (ur. 7 sierpnia 1952) – polski lekkoatleta, który specjalizował się w biegach sprinterskich i płotkarskich. 

## Kariera
Brązowy medalista halowych mistrzostw Europy z Rotterdamu (1973) w biegu na 400 metrów. W latach 1972–1974 brał udział w meczach międzypaństwowych, a w 1973 reprezentował Polskę w pucharze Europy. 
Trzy razy w karierze wystąpił w finale mistrzostw Polski seniorów i zdobył dwa medale tej imprezy – srebro w biegu na 400 metrów (Warszawa 1973) oraz brąz w biegu na 400 metrów przez płotki (Warszawa 1972). 
Rezerwowy na IO w Monachium w 1972 roku. 

## Rekordy życiowe
- bieg na 200 metrów – 20,9 s. (4 czerwca 1973, Moskwa)
- bieg na 400 metrów - 45,8 s. (pomiar ręczny) (9 czerwca 1973, Warszawa)[4].
- bieg na 400 metrów przez płotki - 50,4 s. (8 lipca 1973, Paryż)

## Osiągnięcia
| Rok  | Impreza                   | Miejsce   | Konkurencja        | Pozycja    | Wynik   |
| ---- | ------------------------- | --------- | ------------------ | ---------- | ------- |
| 1973 | Halowe mistrzostwa Europy | Rotterdam | bieg na 400 m      | 3. miejsce | 47,40   |
| 1973 | Półfinał pucharu Europy   | Celje     | bieg na 400 m      | 4. miejsce | 46,27   |
| 1973 | Półfinał pucharu Europy   | Celje     | sztafeta 4 x 400 m | 3. miejsce | 3:04,78 |